# Die Amorettenhändlerin (Fresko)
Die Amorettenhändlerin (italienisch La Venditrice di amorini) ist ein Fresko aus der römischen Antike, das 1759 in Stabiae entdeckt wurde. Dargestellt ist eine Genreszene mit einer Händlerin, die kindliche geflügelte Liebesgötter (Amoretten) zum Verkauf anbietet. Das Fresko zählte im 18. und 19. Jahrhundert zu den bekanntesten Kunstwerken aus der römischen Antike und wurde in zahlreichen Kunstwerken reproduziert.

## Fundort

Stabiae und Nachbarorte mit der Eruptionszone des Vesuvausbruchs

Das Stabiae der römischen Antike lag zwischen Neapel und Sorrent in der Nähe des heutigen Ortes Castellammare di Stabia. Um Stabiae herum ließen sich reiche Römer luxuriöse Villen als Sommerfrische errichten. Zu den größten und eindrucksvollsten Bauten in Stabiae gehörte eine Villa, die man heute als Villa Arianna bezeichnet. Das Gebäude, das aus dem zweiten Jahrhundert v. Chr. stammt und damit zu den ältesten Villen in Stabiae zählt, lag an einem Abhang mit einem Ausblick auf den Golf von Neapel. Der Name der Familie, der dieses 14.000 m² umfassende Anwesen gehörte, ist nicht überliefert. Aufgrund der zahlreichen Wandgemälde kann man davon ausgehen, dass die Eigentümer der Villa sehr wohlhabend gewesen sein müssen.
Stabiae mit seinen Villen wurde wie auch die Nachbarorte Pompeji, Herculaneum und Oplontis im Jahr 79 n. Chr. durch einen Vulkanausbruch von den Lavamassen des Vesuvs verschüttet. Die ersten archäologischen Überreste von Stabiae wurden 1749 entdeckt und ausgegraben. Die Ruinen der Villa Arianna legte man zwischen 1757 und 1762 frei. Unter den 1759 entdeckten Fresken befand sich auch das Bild mit der Amorettenhändlerin, das in mehrere Teile zerbrochen war und das Zentrum einer Wanddekoration bildete. Die in den Villen von Stabiae vorgefundenen Einrichtungsgegenstände wurden zusammen mit den am besten erhaltenen Fresken nach Neapel transportiert. Anschließend schüttete man die Ruinen der Villen wieder zu. Die Villa Arianna wurde zwischen 1950 und 1962 erneut freigelegt. Die im 18. Jahrhundert ausgegrabenen Wandbilder befinden sich heute im Archäologischen Nationalmuseum in Neapel.

## Das Fresko
Das Wandbild entstand zwischen 30 v. Chr. und 50 n. Chr. und wurde in Freskotechnik auf den feuchten Putz gemalt. Wie die meisten Wandbilder aus der Villa Arianna ist das Fresko dem Dritten pompejanischen Stil zuzuordnen. Dabei wird die Wand horizontal und vertikal in verschiedene Felder unterteilt. Um ein Mittelbild gruppieren sich teilweise vollkommen flächige Zonen, die durch ornamentale Verzierungen ohne große Raumtiefe unterbrochen werden. Die Wandgemälde aus der Villa Arianna wurden anscheinend nicht von lokalen Handwerkern und Künstlern aus der Umgebung angefertigt, sondern von Werkstätten aus Rom.

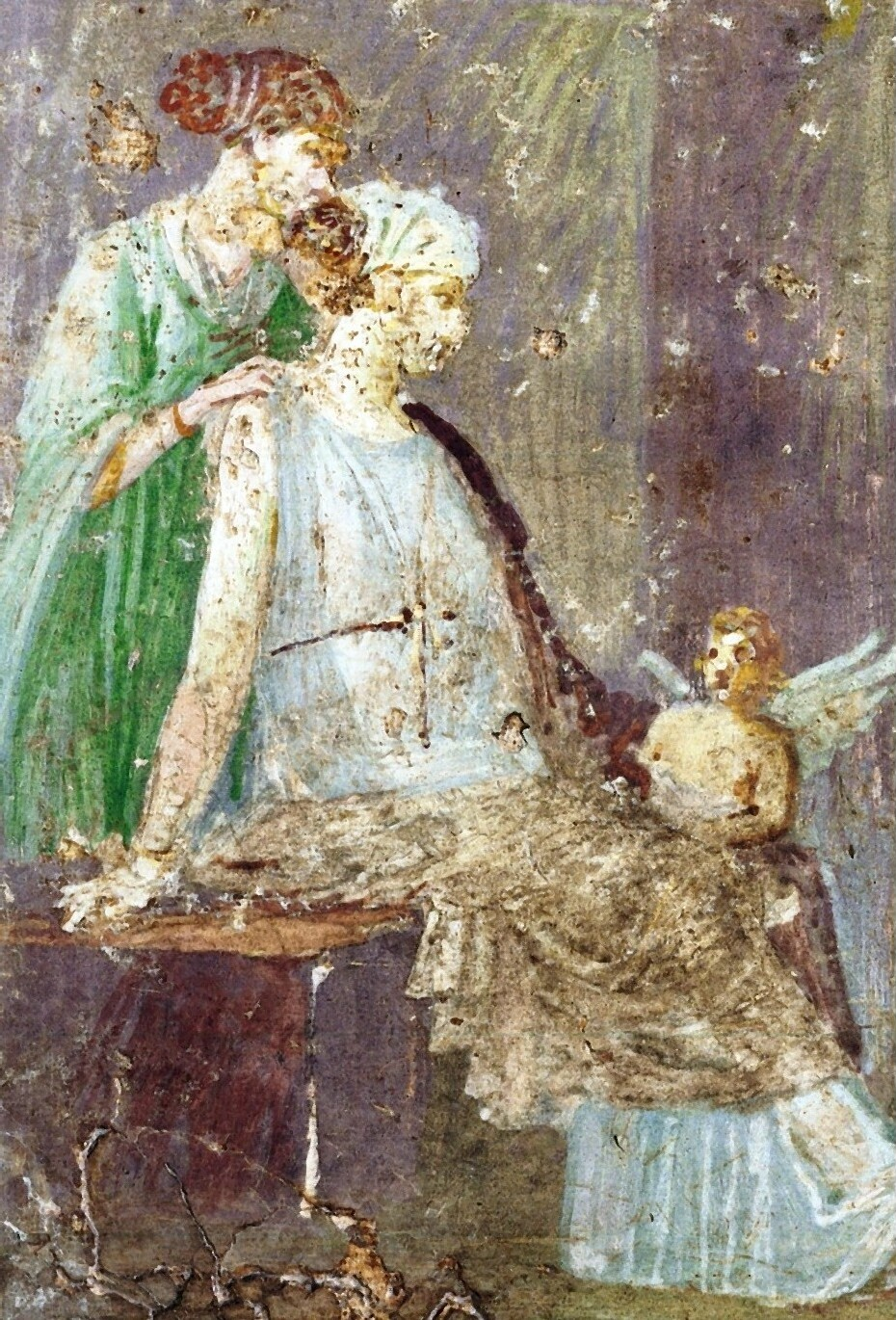
Die Matrona mit ihrer Vertrauten

Das Wandbild wird durch den Hintergrund und die Anordnung der Figuren in zwei Zonen unterteilt. Die angedeutete Architektur und die Sitzgelegenheiten geben vermutlich einen Innenraum wieder. Insgesamt sind drei Frauen und drei geflügelte Wesen zu sehen. Auf der linken Seite ist eine sitzende römische Matrona zusammen mit einer vertrauten Person dargestellt, die hinter der Matrona steht und ihr eine Hand auf die Schulter gelegt hat. Gemeinsam betrachten sie nachdenklich die kleinen Götter, von denen sich einer teilweise verdeckt hinter oder zwischen den Beinen der Matrona befindet.

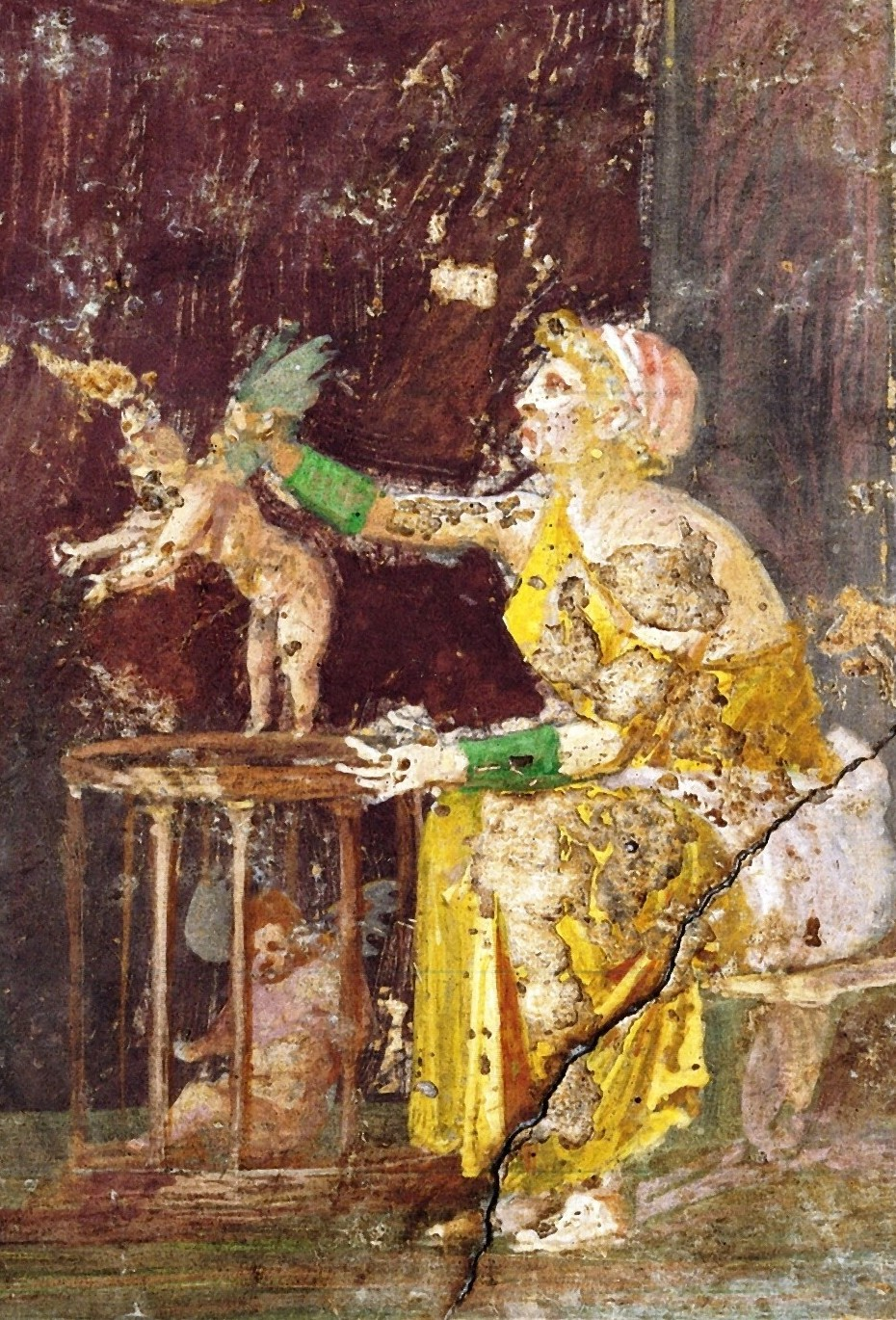
Die Amorettenhändlerin

Auf der rechten Seite ist unter einem gelben Vorhang eine Händlerin abgebildet, die auf einem kleinen Schemel sitzt und ihre Ware anbietet. Dazu hat sie einen kleinen Amor aus dem Käfig genommen und hält ihn nun an einem Flügel, während ein anderer Putto im Käfig darauf wartet, gezeigt zu werden. Offenbar sichten die beiden Frauen das Angebot der Händlerin, um sich für einen der kleinen Götter zu entscheiden, während die geflügelten Wesen ungeduldig erwarten, zu ihrer neuen Herrin zu kommen. Da der Händlerin ein Träger ihres Kleides über die linke Schulter gerutscht ist, wird vermutet, dass es sich um eine Hetäre handelt.
Die geflügelten kindlichen Wesen sind eine Erscheinungsform des römischen Gottes Amor und werden als Amoretten bezeichnet. Im griechischen Mythos nennt man diese Wesen Eroten nach dem Liebesgott Eros, der als eigenwillig und unruhestiftend beschrieben wird. Die Darstellung dieser kleinen Götter war in der hellenistischen und römischen Kunst weit verbreitet. In Käfigen oder Kästen gefangene Liebesgötter finden sich gelegentlich auf griechischen Vasenbildern und römischen Mosaiken und Wandmalereien. Die auf dem Fresko von Stabiae dargestellte Szene ist vermutlich durch ein damals populäres Theaterstück oder Gedicht inspiriert.

## Nachwirkung
Nachdem man das Fresko von der Wand entfernt hatte, brachte man es nach Portici in den Palast von Carlo VII., König von Neapel bis 1759, anschließend als Carlos III. König von Spanien, der sich 1758 in einem Flügel des Schlosses ein Museum für die in den Vesuvstädten gefundenen Gegenstände eingerichtet hatte. Der König wachte streng über sein Monopol auf die Ausgrabungen und ließ illegale Grabungen schwer bestrafen. Dadurch wollte er dem Antikendiebstahl und Ausverkauf der Kunstschätze vorbeugen. Allerdings wurden nur ausgewählte Besucher unter Voranmeldung durch die Antikensammlung geführt. Johann Joachim Winckelmann beklagte die restriktive Ausstellungspraxis und das Verbot, während der Führungen Notizen oder Zeichnungen anzufertigen.
König Karl VII. war dennoch daran interessiert, die Funde wissenschaftlich zu erforschen und zu dokumentieren. Zu diesem Zweck gab er eine umfassende Dokumentation der Grabungen in Auftrag, die zwischen 1759 und 1792 unter dem Titel Le antichità di Ercolano esposte in insgesamt acht Bänden mit zahlreichen Abbildungen publiziert wurde. Die Darstellung des Wandbildes aus der Villa Arianna findet sich im dritten Band von 1762. Das Fresko, das hier noch keinen Namen trägt, wird im Text als Götterszene gedeutet. Die Abhandlung wird illustriert durch einen Kupferstich von Giovanni Elia Morghen nach einer Zeichnung von Carlo Nolli, die das antike Fresko nahezu originalgetreu wiedergibt.

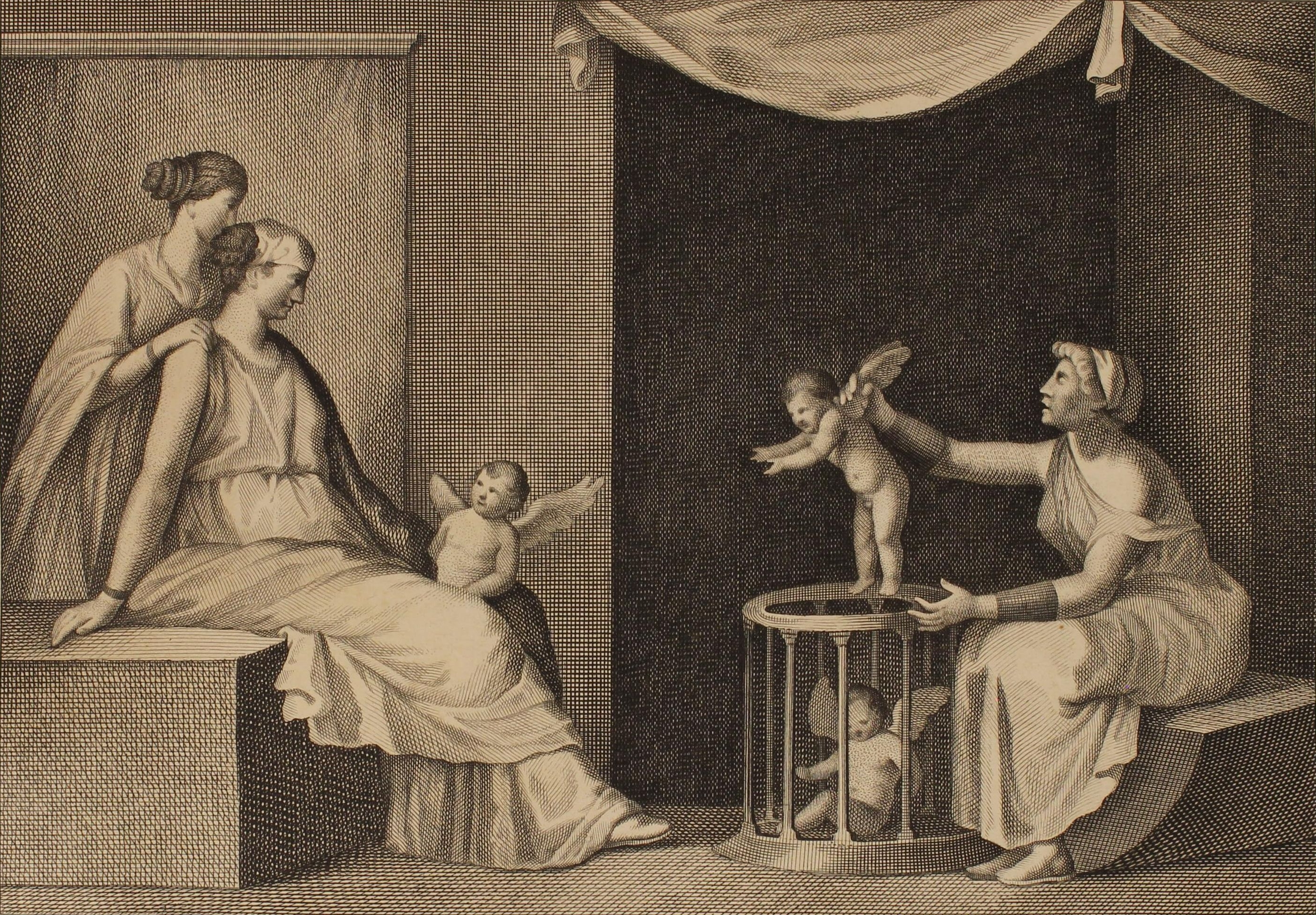
Kupferstich von Giovanni Elia Morghen nach einer Zeichnung von Carlo Nolli (1762)

Die Bände von Le antichità di Ercolano esposte wurden nur in einer sehr kleinen Auflage gedruckt und waren zunächst ausschließlich als Geschenke für einen kleinen Abnehmerkreis an den europäischen Höfen bestimmt. Im Lauf der Zeit verbreitete sich die Kenntnis von den antiken Funden aber auch unabhängig vom Besitz der königlichen Prachtbände. Von den Kupferstichen wurden zahlreiche Kopien angefertigt und in Umlauf gebracht, von denen sich Kunstschaffende in ganz Europa inspirieren ließen. Insbesondere das Wandbild mit der Amorettenhändlerin wurde im Lauf der Jahrzehnte so bekannt und populär, dass man den ausgegrabenen Ruinenkomplex nach dem Bild als Villa della Venditrice di Amori, also als Villa der Verkäuferin von Liebesgöttern, bezeichnete.

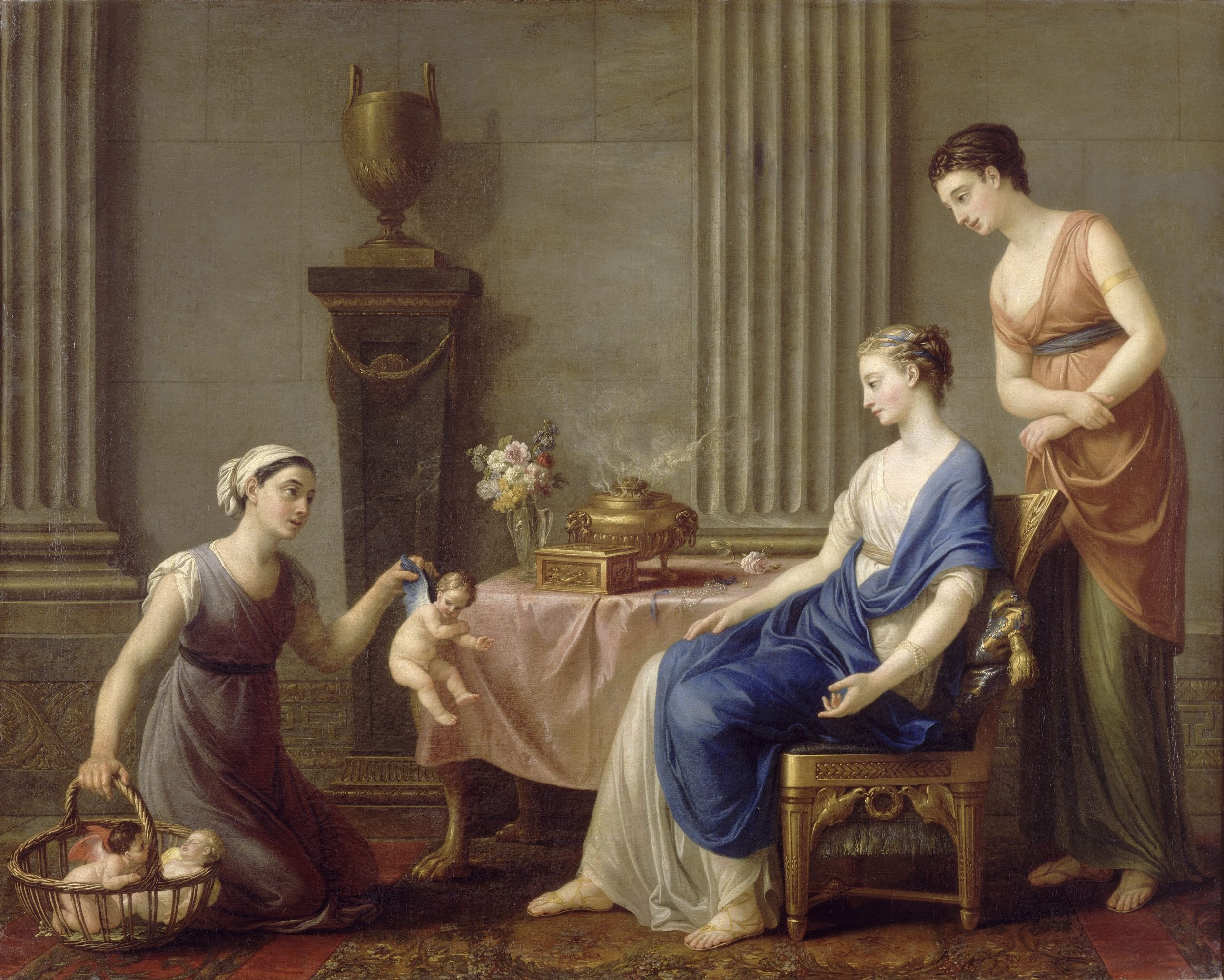
Joseph-Marie Vien: La Marchande d’Amours (1763)

Zu den frühesten Werken, die von der Amorettenhändlerin inspiriert wurden, zählt das Gemälde La Marchande d’Amours von Joseph-Marie Vien, das 1762 im Salon de Paris für Aufsehen sorgte und als Wiedererweckung der antiken Malerei gefeiert wurde. Vien stellte die Szene spiegelverkehrt dar und übertrug sie hinsichtlich der Kleidung und des Interieurs in das Zeitalter des späten Rokoko. Das Gemälde gehört zu den anspruchsvollsten Interpretationen des antiken Wandbildes und gilt als eines der ersten Werke des Klassizismus.

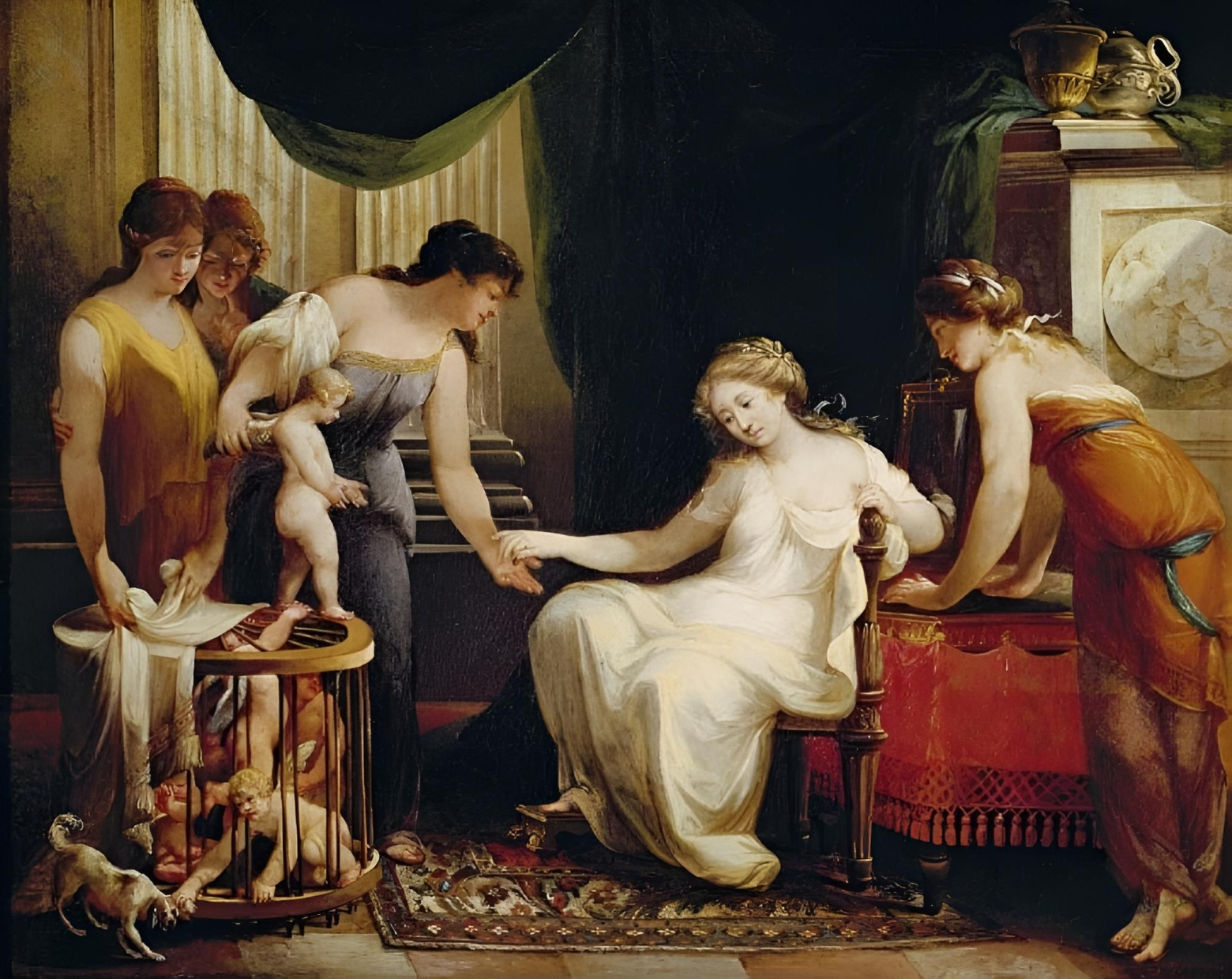
Jacques Gamelin: La Marchande d’Amours (1765)

Der südfranzösische Maler Jacques Gamelin wandelte die Szene noch deutlich weiter ab als sein Lehrmeister Vien. Gamelin übernahm aus Viens Gemälde die Wanddekoration mit den kannelierten Pilastern und aus der antiken Vorlage den Vorhang, aber neben der Käuferin, der Händlerin und der Dienerin befinden sich noch zwei weitere Frauen im Raum. Außerdem wird der Handel selbst gezeigt, denn die weiß gekleidete Dame gibt der Händlerin einige Münzen in die Hand. Gamelins Version des Motivs ist in dieser Hinsicht einzigartig, da weder in der antiken Vorlage noch in den anderen neuzeitlichen Interpretationen die finanzielle Transaktion gezeigt wird.

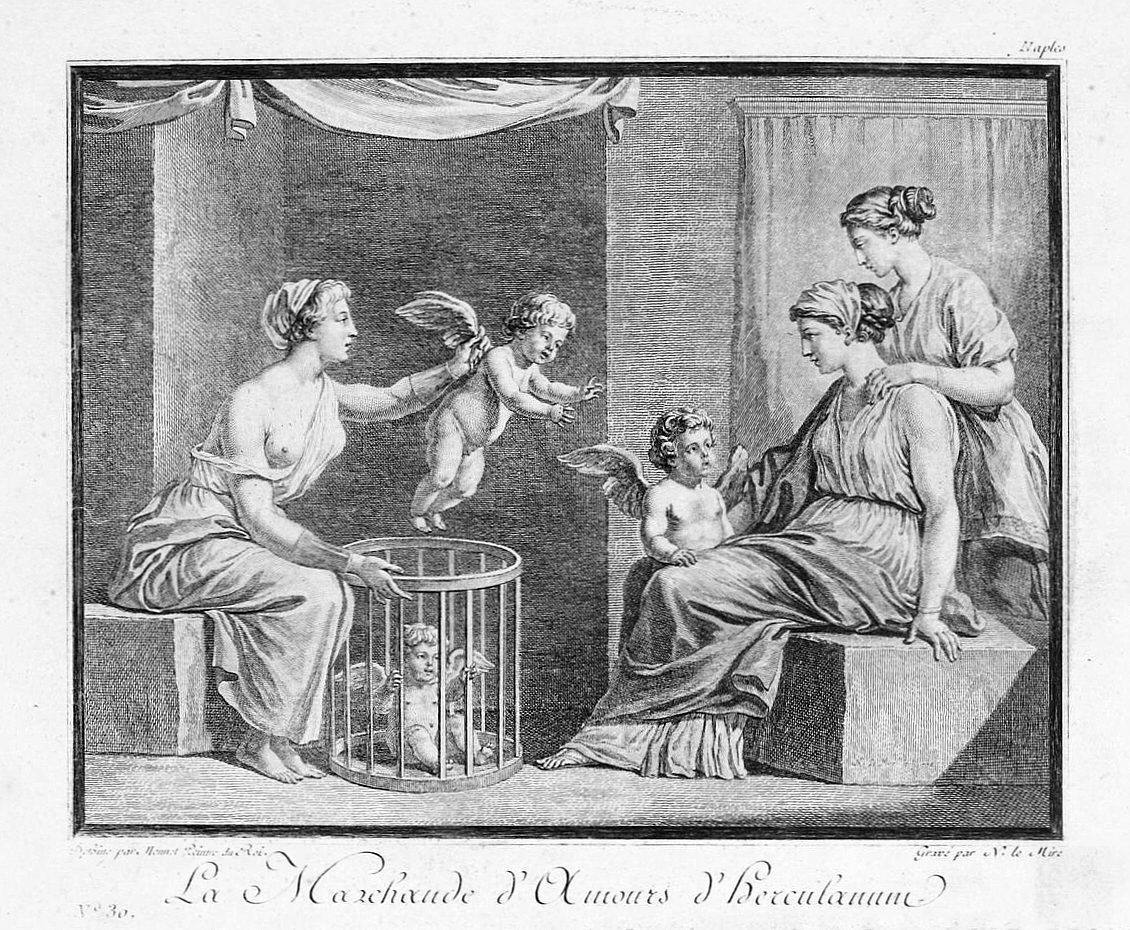
Noël Lemire: La Marchande d’Amours d’Herculaneum (1782)

Jacques Louis David, ebenfalls ein Schüler Viens, zeichnete um 1776 während eines Romaufenthaltes eine spiegelverkehrte Version des antiken Freskos. Noël Lemire verwendete diese Zeichnung als Vorlage für seinen Kupferstich, der 1782 im zweiten Band der Voyage pittoresque ou description des Royaumes de Naples et de Sicile von Jean Claude Richard de Saint-Non erschienen ist. Da der Kupferstich dort als La Marchande d’Amours d’Herculanum bezeichnet wird, ist davon auszugehen, dass der Fundort des Freskos bereits in Vergessenheit geraten war. David und Lemire orientierten sich weitestgehend an der antiken Vorlage, allerdings sind die Figuren dichter zusammengedrängt und die Händlerin gibt lasziv den Blick auf ihre Brust frei. Die scharfen Konturen und Schlagschatten entsprechen dem herrschenden französischen Zeitgeschmack.

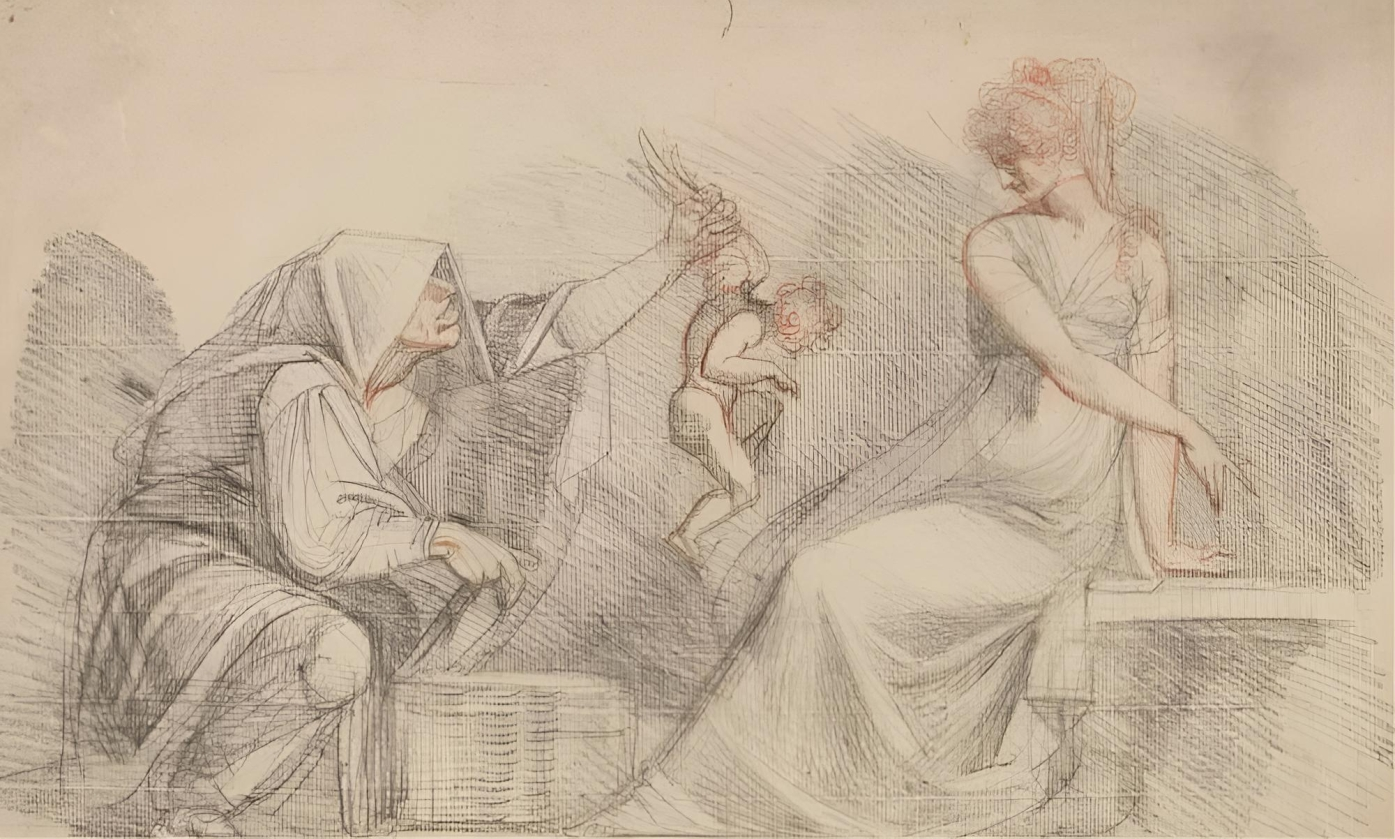
Johann Heinrich Füssli: Die Erotenverkäuferin (1775/1776)

Die ungewöhnlichste Interpretation des antiken Freskos stammt von dem Schweizer Maler Johann Heinrich Füssli, der in einer Kreidezeichnung die im Original durchaus vorhandenen unheimlichen Aspekte der Bildgeschichte betonte. Füssli, der 1775 nach Neapel gereist war und das Original möglicherweise in Augenschein nehmen konnte, reduzierte das Bildpersonal auf Händlerin, Kundin und einen einzigen Liebesgott. Die Händlerin wirkt wie eine Zauberin und das geflügelte Wesen erscheint wie ein Dämon. Die Käuferin wendet sich abgestoßen ab, ist aber zugleich fasziniert vom Anblick der Amorette. Daher hat sie sich zum Kauf entschlossen und weist auf den Platz neben sich. Hier wird das weibliche Begehren entgegen der heiter erotischen Vorlage als gefährlich und bedrohlich darstellt.

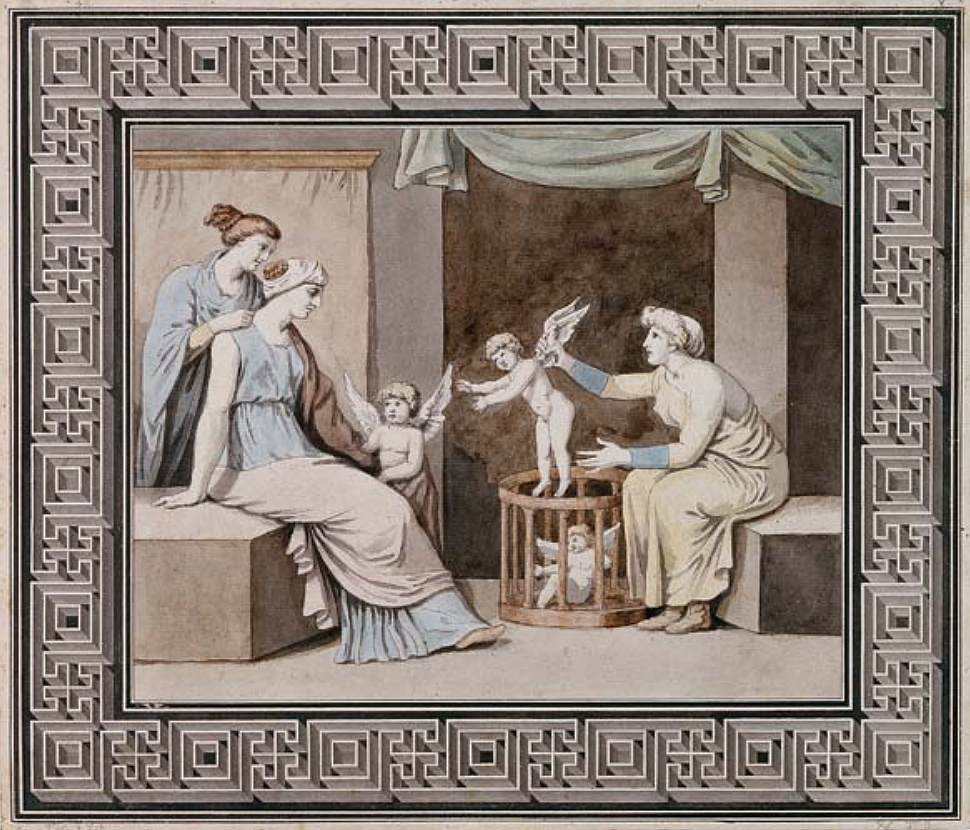
Johann Heinrich Wilhelm Tischbein: Der Verkauf der Liebesgötter

Johann Heinrich Wilhelm Tischbein gehörte zu den wenigen Künstlern, die sich intensiv mit der antiken Malerei beschäftigten. Er schuf eine aquarellierte Federzeichnung des Wandbilds, in der er die grafischen Qualitäten des Wandbildes betonte, aber die leuchtenden Farben des Originals abschwächte. Vielleicht war Tischbein wie auch viele Betrachter der damaligen Zeit von den kräftigen Farben der Wandbilder irritiert, da man sich die antike Malerei dezent koloriert oder monochrom vorgestellt hatte. Jedenfalls hielt Tischbein das Fresko anscheinend für ein wertvolles Kunstwerk, da er seine Zeichnung sorgfältig ausgestaltete und mit einem perspektivischen Mäanderband umrahmte.

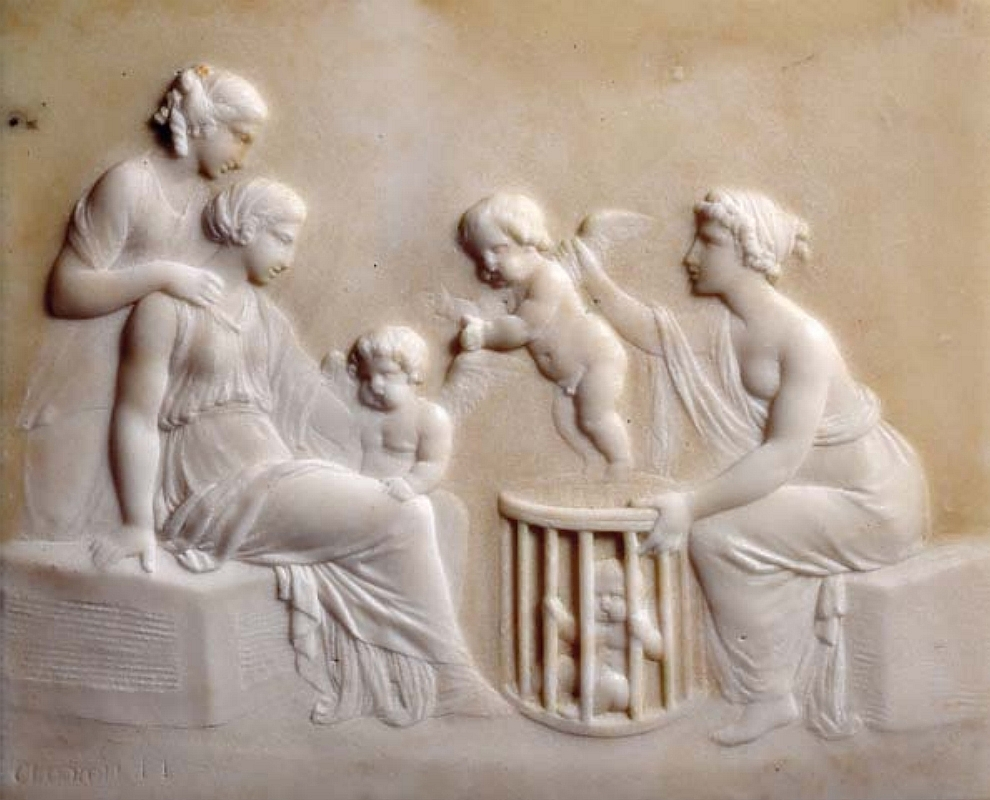
Marmorrelief von Clodion (1773)
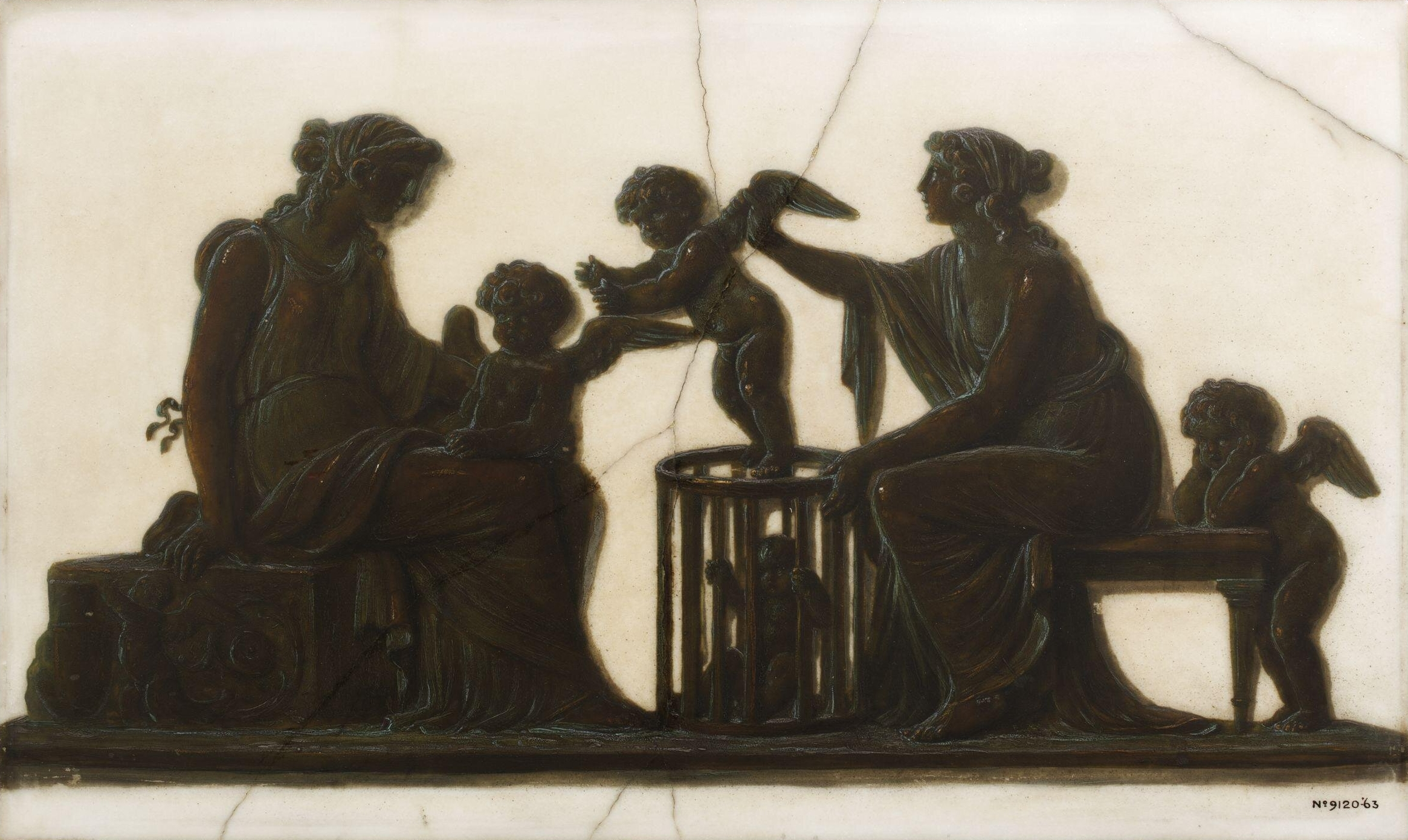
Ölmalerei auf Marmor von Piat Joseph Sauvage (1799)
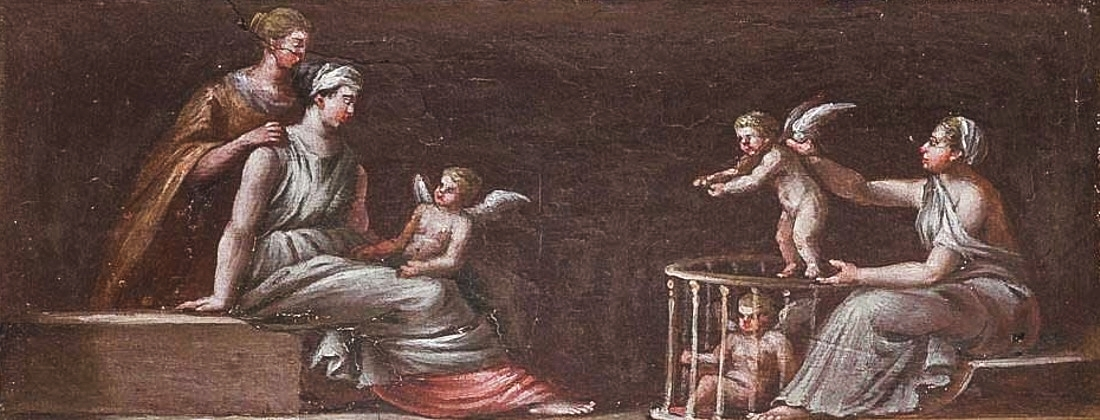
Malerei im Schloss Wörlitz
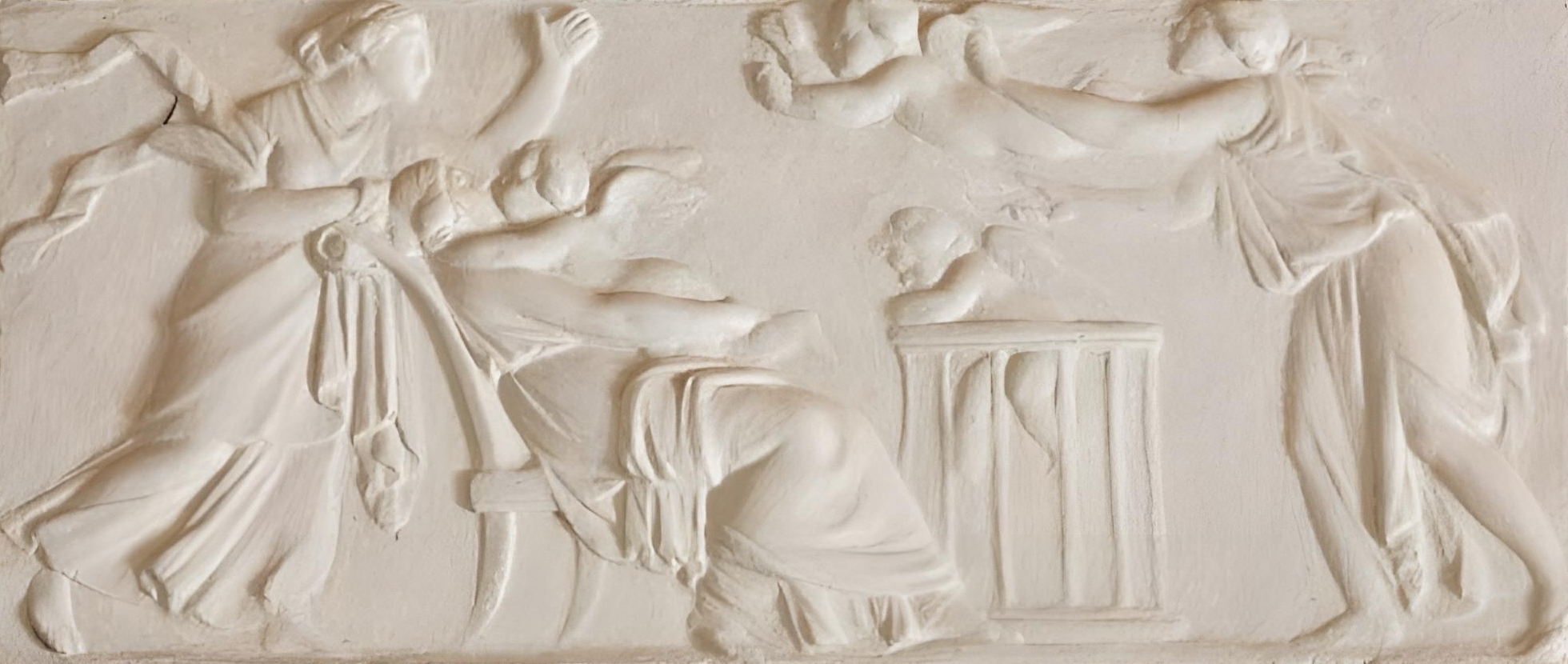
Gipsrelief in der Villa Hamilton
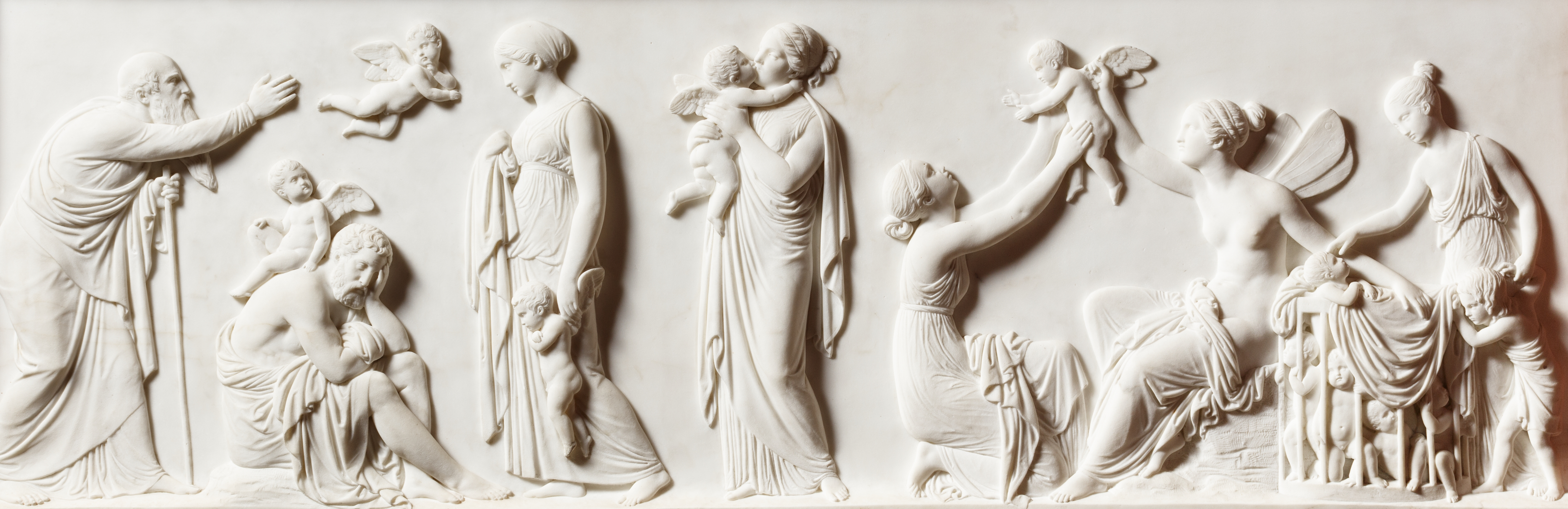
Marmorfries von Bertel Thorvaldsen (1824)

1773 präsentierte der Bildhauer Claude Michel, genannt Clodion, im Pariser Salon eine völlig neue Adaption des Verkaufs der Liebesgötter. Er gestaltete die Figurengruppe losgelöst von der gemalten Vorlage als Relief in weißem Marmor. Clodion fertigte später noch weitere Versionen in Marmor und Terrakotta an, die ihrerseits als Vorlage gedient haben dürften. Vielleicht konnte nach der damaligen Kunstauffassung eine Skulptur in Marmor eher die künstlerische Größe der Antike wiedergeben als die bunten Wandmalereien. 1799 imitierte Piat Joseph Sauvage das Relief wiederum mit malerischen Mitteln, indem er die Figuren in dunklen Ölfarben auf eine weiße Marmorplatte aufbrachte. Solche illusionistischen Malereien, die das Motiv wie ein Relief erscheinen lassen, waren um 1800 sehr gefragt.
Ende des 18. Jahrhunderts kam die Mode auf, ganze Zimmer im pompejanischen Stil zu gestalten, zunächst in England, später auch im deutschen Sprachraum. Eine der frühesten Innenausstattungen in diesem Stil befindet sich im Schloss Wörlitz. Die Wand- und Deckendekorationen sind überwiegend nach den Stichen aus den Bänden von Le antichità di Ercolano esposte gestaltet. Der Verkauf der Liebesgötter erscheint hier in zwei Versionen. Eine Malerei, die dem Stich von Nolli nachempfunden ist, verziert wie einst in Stabiae das Schlafzimmer der früheren Hausherrin, in diesem Fall Fürstin Luise. Ein Stuckrelief, das in freier Gestaltung das Motiv aufgreift, findet man als Wanddekoration im Kaminzimmer der Villa Hamilton, eines Nebengebäudes im Park des Schlosses. In dieser außergewöhnlichen Darstellung klettert der erste Putto aus seinem Käfig, der zweite wird von der Händlerin im Flug festgehalten und der dritte fällt seiner neuen Herrin stürmisch um den Hals und küsst sie.
Das antike Fresko inspirierte auch den dänischen Bildhauer Bertel Thorvaldsen, als er 1824 den Marmorfries Kærlighedens Aldre (Die Zeitalter der Liebe) schuf. Die Amorettenhändlerin verwandelte Thorvaldsen in eine geflügelte Wohltäterin, die Liebesfreuden an die verschiedenen Lebensalter verschenkt. Die Zeitalter der Liebe umfassen die fünf Phasen der Neugier, Sehnsucht und Erfüllung, der Verantwortung, des Überdrusses und der Entsagung und werden allegorisch durch Einzelfiguren und Gruppen repräsentiert. Thorvaldsens Version war sehr beliebt, erfuhr verschiedene Umsetzungen und wurde auch von anderen Künstlern aufgegriffen. 

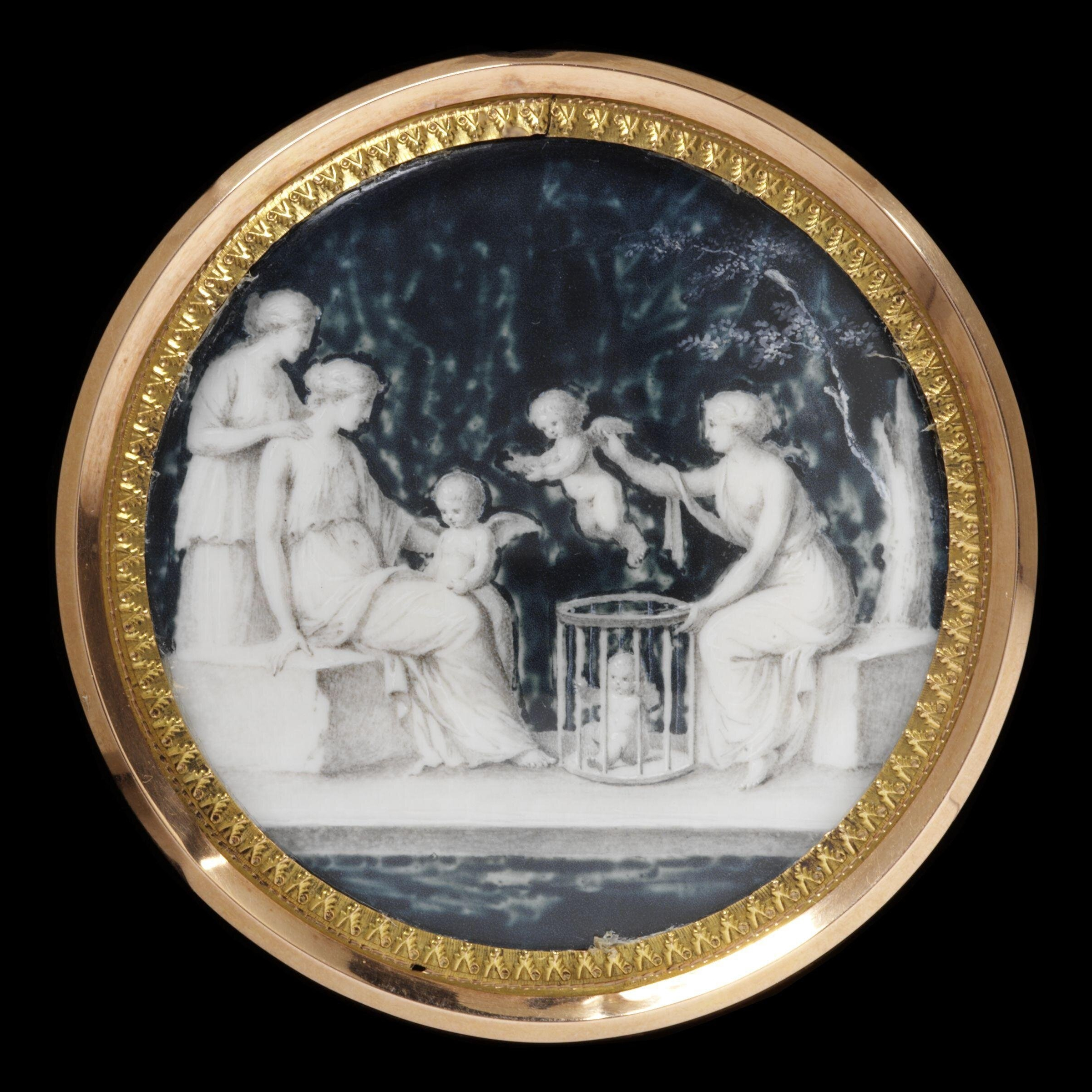
Dose aus goldumfassten Elfenbein hinter Glas (1789)
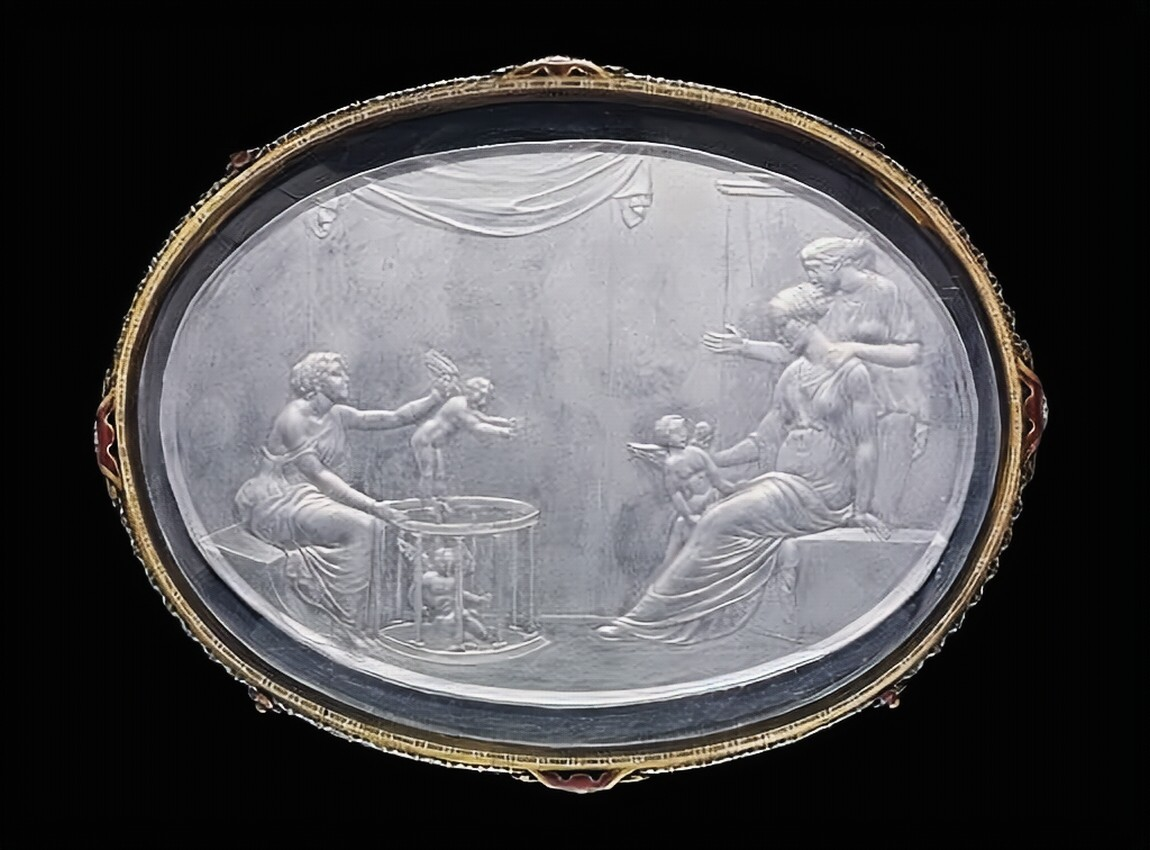
Plakette aus Bergkristall und Email (um 1800)
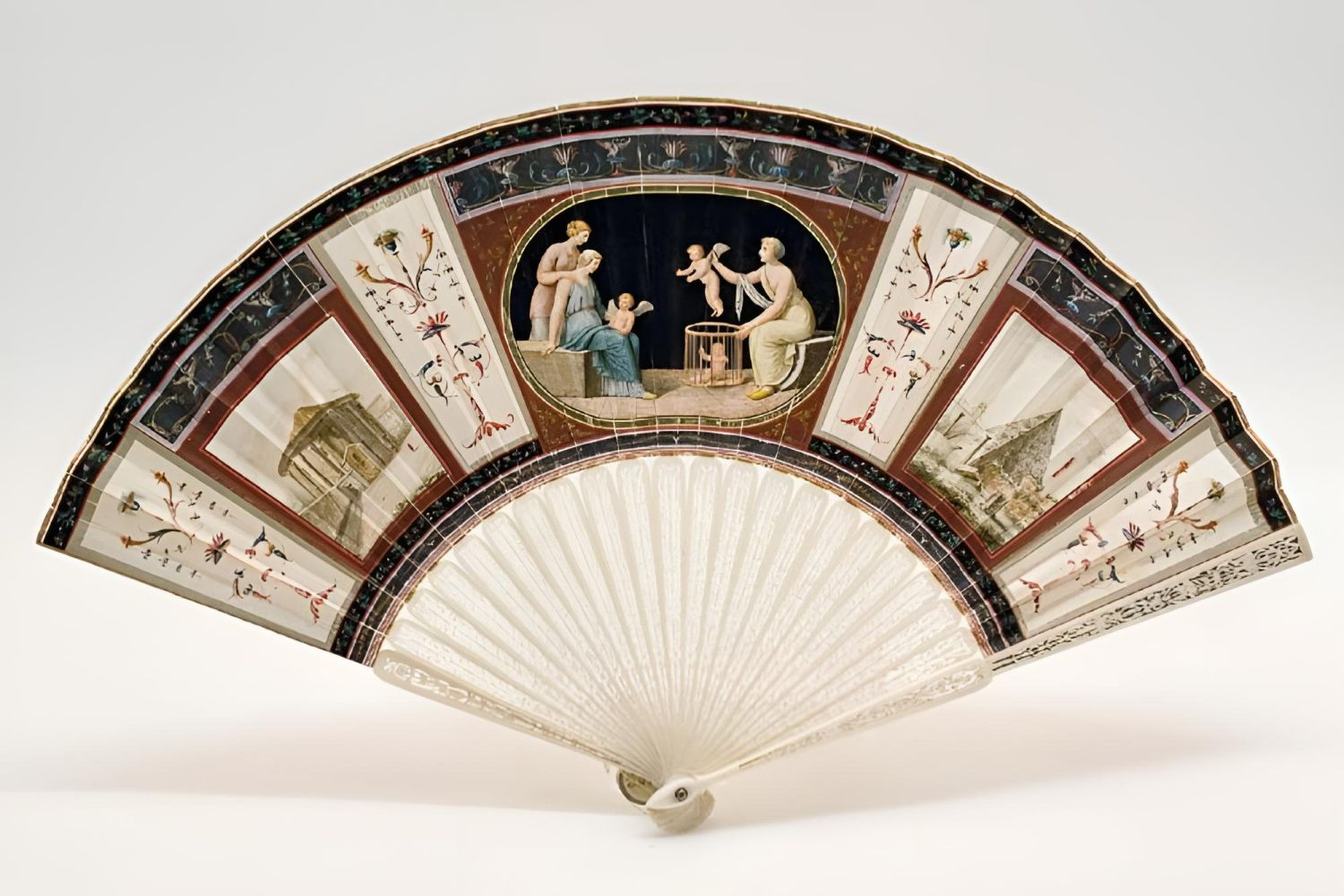
Souvenirfächer aus Neapel (um 1800)
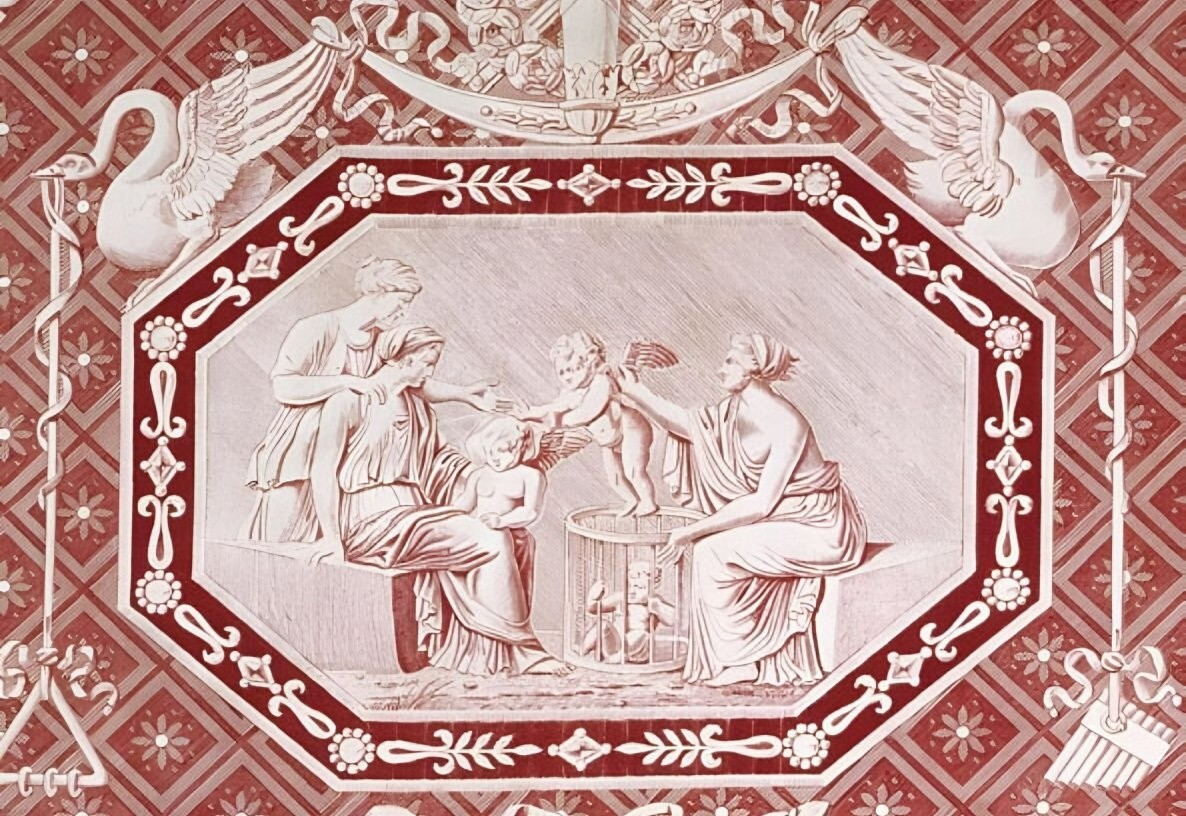
Wandbespannung aus Baumwolle (um 1816)
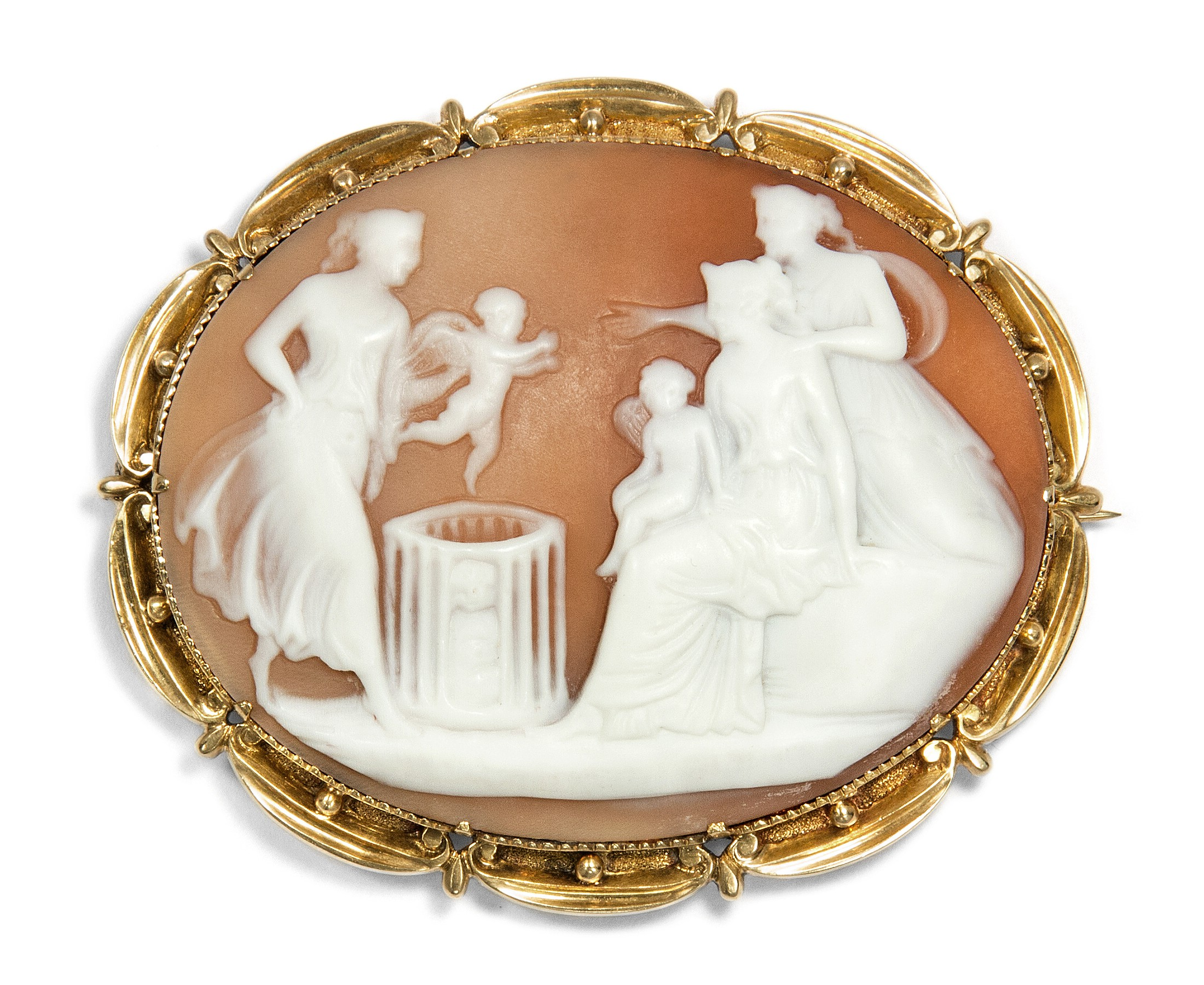
Kamee aus Muschelschale (um 1830)

Im Lauf der Zeit erfasste die Begeisterung für die antiken Kunstwerke auch die Alltagskultur. Insbesondere der Verkauf der Liebesgötter verbreitete sich schließlich über viele Bereiche der Inneneinrichtung. Textile Wandbespannungen, Kleinskulpturen aus Bronze oder Porzellan, Schmuckstücke, Plaketten, Kameen, Behältnisse und Accessoires aller Art verzierte man mit dem Bildnis aus Stabiae, wobei das antike Vorbild auf vielerlei Weise abgewandelt wurde. Diese Mode hielt sich bis Mitte des 19. Jahrhunderts. Hinsichtlich seiner Nachwirkung zählt das kleine Fresko mit der Amorettenhändlerin heute zu den bedeutendsten Kunstwerken aus der römischen Antike und inspirierte noch im 20. Jahrhundert Kunstschaffende zu weiteren Interpretationen.